# نیک کوساک
نیک کوساک (انگلیسی: Nick Cusack؛ زادهٔ ۲۴ دسامبر ۱۹۶۵) بازیکن فوتبال اهل بریتانیا است.
از باشگاه‌هایی که در آن بازی کرده‌است می‌توان به باشگاه فوتبال پیتربورو یونایتد، باشگاه فوتبال فولام، باشگاه فوتبال دارلینگتون، باشگاه فوتبال سوانزی سیتی، باشگاه فوتبال آکسفورد یونایتد، باشگاه فوتبال آلوچورچ، باشگاه فوتبال مادرول، باشگاه فوتبال وایکام واندررز، و باشگاه فوتبال لستر سیتی اشاره کرد.